# Oncocephalus
Oncocephalus is een geslacht van wantsen uit de familie van de Reduviidae (Roofwantsen). Het geslacht werd voor het eerst wetenschappelijk beschreven door Klug in 1830.

## Soorten
Het genus bevat de volgende soorten:

- Oncocephalus acutangulus Reuter, 1882
- Oncocephalus afghanus Hoberlandt, 1961
- Oncocephalus alberti Schouteden, 1931
- Oncocephalus albicostatus Kiritshenko, 1914
- Oncocephalus albosetosus Villiers, 1971
- Oncocephalus amen Kirkaldy, 1905
- Oncocephalus angolensis Villiers, 1960
- Oncocephalus angulatus Reuter, 1882
- Oncocephalus angustatus Horváth, 1892
- Oncocephalus anniei Ambrose & Vennison, 1989
- Oncocephalus annulipes Stål, 1855
- Oncocephalus annulirostris Reuter, 1882
- Oncocephalus antipodus Reuter, 1882
- Oncocephalus apiculatus Reuter, 1882
- Oncocephalus arcticeps Puton & Noualhier, 1895
- Oncocephalus armipes Herrich-Schaeffer, 1850
- Oncocephalus asiranus Miller, 1954
- Oncocephalus asper Miller, 1957
- Oncocephalus aspericollis Reuter, 1861
- Oncocephalus assimilis Reuter, 1882
- Oncocephalus astridae Schouteden, 1929
- Oncocephalus astutus Zhang et al., 1994
- Oncocephalus aterrimus Distant, 1909
- Oncocephalus aurivillii Reuter, 1882
- Oncocephalus babylo Dispons, 1970
- Oncocephalus baghdadus Linnavuori, 1986
- Oncocephalus baltazardi Dispons & Villiers, 1967
- Oncocephalus baramensis Miller, 1940
- Oncocephalus bastardi Villiers, 1948
- Oncocephalus bengalensis Y. C. Gupta & Kauntey, 2005
- Oncocephalus beylensis Villiers, 1965
- Oncocephalus biclavatus Dispons, 1972
- Oncocephalus biguttula Horváth, 1901
- Oncocephalus bipartitus Horváth, 1911
- Oncocephalus bipunctatus Villiers, 1952
- Oncocephalus borneensis Miller, 1940
- Oncocephalus bos Miller, 1940
- Oncocephalus brachymerus Reuter, 1882
- Oncocephalus breddini Miller, 1957
- Oncocephalus brevipennis Reuter, 1882
- Oncocephalus breviscutum Reuter, 1882
- Oncocephalus buruensis Miller, 1954
- Oncocephalus calcaratus Dispons, 1972
- Oncocephalus celator Miller, 1948
- Oncocephalus chamundcus Livingstone & Ravichandran, 1989
- Oncocephalus cincticrus Reuter, 1882
- Oncocephalus cingalensis Walker, 1873
- Oncocephalus clairi Schouteden, 1951
- Oncocephalus clavipes Hesse, 1925
- Oncocephalus cliens Miller, 1956
- Oncocephalus coartatus Dispons, 1972
- Oncocephalus collarti Schouteden, 1931
- Oncocephalus confusus Reuter, 1882
- Oncocephalus crassus Dispons, 1972
- Oncocephalus curtipennis Reuter, 1882
- Oncocephalus curvirostris Moulet, 2003
- Oncocephalus curvispina Reuter, 1882
- Oncocephalus dasycnemis Reuter, 1882
- Oncocephalus demangei Villiers, 1968
- Oncocephalus dilatatus Reuter, 1882
- Oncocephalus disparilis Miller, 1948
- Oncocephalus dubius Miller, 1957
- Oncocephalus duvivieri Schouteden, 1913
- Oncocephalus electissimus Dispons, 1972
- Oncocephalus elegans Villiers, 1948
- Oncocephalus emmerizi Villiers, 1961
- Oncocephalus enallus Swanson, 2017
- Oncocephalus erectus Van Duzee, 1923
- Oncocephalus fasciatus Reuter, 1900
- Oncocephalus felix Miller, 1956
- Oncocephalus femoratus Reuter, 1882
- Oncocephalus fleutiauxi Villiers, 1948
- Oncocephalus fokkeri Horváth, 1896
- Oncocephalus fokkeri Horv▒th, 1896
- Oncocephalus funeralis Distant, 1919
- Oncocephalus fuscescens Reuter, 1882
- Oncocephalus fuscicornis Reuter, 1882
- Oncocephalus fuscinotum Reuter, 1882
- Oncocephalus fuscipes Reuter, 1882
- Oncocephalus fuscirostris Stål, 1874
- Oncocephalus fuscirostris St▒l, 1874
- Oncocephalus ganalensis Schouteden, 1906
- Oncocephalus gedrosiae Dispons, 1964
- Oncocephalus geniculatus (Stål, 1872)
- Oncocephalus geniculatus (St▒l, 1872)
- Oncocephalus germari Reuter, 1882
- Oncocephalus gillonae Villiers, 1965
- Oncocephalus gilvostriatus Moulet, 2005
- Oncocephalus gryps Miller, 1948
- Oncocephalus gularis Reuter, 1882
- Oncocephalus gutturosus Dispons, 1965
- Oncocephalus heissi Ishikawa, Cai & Tomokuni, 2006
- Oncocephalus herzi (Jakovlev, 1893)
- Oncocephalus hierosolymensis Moulet, 2001
- Oncocephalus hirsutus Giacchi, 1984
- Oncocephalus hsiaoi Maldonado, 1977
- Oncocephalus ifanus Villiers, 1963
- Oncocephalus iguchii Iguchi, 1908
- Oncocephalus impavidus Miller, 1948
- Oncocephalus impexus Miller, 1948
- Oncocephalus impictipes Jakovlev, 1885
- Oncocephalus impudicus Reuter, 1882
- Oncocephalus impurus Hsiao, 1977
- Oncocephalus infuscatus Giacchi, 1984
- Oncocephalus insignis Gerstaecker, 1892
- Oncocephalus internuntius Giacchi, 1984
- Oncocephalus israelensis Moulet, 2001
- Oncocephalus israelensis Moulet, 2002
- Oncocephalus jakovlevi Bergroth, 1890
- Oncocephalus jakowleffi Bergroth, 1890
- Oncocephalus kerkvoordeae Schouteden, 1951
- Oncocephalus klugi Distant, 1904
- Oncocephalus lagaei Schouteden, 1951
- Oncocephalus langkawiensis Miller, 1940
- Oncocephalus larvaeformis Villiers, 1964
- Oncocephalus leopoldi Schouteden, 1929
- Oncocephalus lineosus Distant, 1904
- Oncocephalus linnavuorii Moulet, 2001
- Oncocephalus linnavuorii Moulet, 2002
- Oncocephalus luluae Schouteden, 1951
- Oncocephalus lutulentus Miller, 1956
- Oncocephalus magnus Moulet, 2003
- Oncocephalus magnus Moulet, 2004
- Oncocephalus maiusculus Giacchi, 1984
- Oncocephalus maroccanus Wagner, 1961
- Oncocephalus mesopotamicus Dispons, 1970
- Oncocephalus micropterus Horváth, 1889
- Oncocephalus milleri Lindberg, 1953
- Oncocephalus milloti Villiers, 1948
- Oncocephalus minimus Miller, 1950
- Oncocephalus mirei Villiers, 1960
- Oncocephalus misellus Dispons, 1968
- Oncocephalus mitis Ren, 1985
- Oncocephalus mitis Reo, 1985
- Oncocephalus mochis Maldonado, 1995
- Oncocephalus modestus Reuter, 1882
- Oncocephalus montalbanus Miller, 1948
- Oncocephalus morosus Distant, 1904
- Oncocephalus muelleri Mancini, 1946
- Oncocephalus mygdonius Dispons, 1968
- Oncocephalus naboides Walker, 1873
- Oncocephalus nigricollis Horváth, 1911
- Oncocephalus nigricornis Linnavuori, 1986
- Oncocephalus nigrispinus Stål, 1870
- Oncocephalus nimbensis Villiers, 1948
- Oncocephalus notatus (Klug, 1830)
- Oncocephalus nubilus Van Duzee, 1914
- Oncocephalus obscurus Reuter, 1882
- Oncocephalus obsoletus (Klug, 1830)
- Oncocephalus ocularis Horváth, 1898
- Oncocephalus ovatus Villiers, 1961
- Oncocephalus pacificus Kirkaldy, 1908
- Oncocephalus paganus Miller, 1957
- Oncocephalus painei Miller, 1940
- Oncocephalus parvulus Reuter, 1882
- Oncocephalus paternus P.V. Putshkov, 1984
- Oncocephalus pauliani Villiers, 1961
- Oncocephalus paulinoi Puton, 1884
- Oncocephalus pauper Schouteden, 1913
- Oncocephalus peninsularis Maldonado, 1995
- Oncocephalus pennatulus Dispons, 1962
- Oncocephalus pericarti Moulet, 2001
- Oncocephalus philippinus Lethierry, 1877
- Oncocephalus picturatus Distant, 1904
- Oncocephalus pilicornis (Herrich-Schaeffer, 1835)
- Oncocephalus pilicornis (Reuter, 1882)
- Oncocephalus pilosulus Reuter, 1882
- Oncocephalus plumicornis (Germar, 1822)
- Oncocephalus plumipes Puton, 1884
- Oncocephalus posthi Villiers, 1948
- Oncocephalus pubiventris Miller, 1950
- Oncocephalus pudicus Hsiao, 1977
- Oncocephalus purus Hsiao, 1977
- Oncocephalus pusillus Miller, 1956
- Oncocephalus putoni Reuter, 1882
- Oncocephalus quadrivittatus Giacchi & Maldonado, 1983
- Oncocephalus quinquedecimspinulosus Reuter, 1882
- Oncocephalus quotidianus Bergroth, 1916
- Oncocephalus regulus Miller, 1956
- Oncocephalus remaudierei Villiers, 1954
- Oncocephalus ribesi Moulet, 2011
- Oncocephalus rodhaini Schouteden, 1931
- Oncocephalus rutshuricus Schouteden, 1944
- Oncocephalus sahelensis Villiers, 1948
- Oncocephalus sarawakensis Miller, 1940
- Oncocephalus scaber Miller, 1948
- Oncocephalus schioedtei Reuter, 1882
- Oncocephalus schmitzi Villiers, 1972
- Oncocephalus schoutedeni Villiers, 1960
- Oncocephalus scutellaris Reuter, 1882
- Oncocephalus semiramidae Kirkaldy, 1873
- Oncocephalus signoreti Reuter, 1882
- Oncocephalus simillimus Reuter, 1888
- Oncocephalus sordidus Stål, 1855
- Oncocephalus squalidus (Rossi, 1790)
- Oncocephalus stali Wallengren, 1875
- Oncocephalus straeleni Villiers, 1954
- Oncocephalus striaticollis Villiers, 1964
- Oncocephalus striatus Villiers, 1960
- Oncocephalus stysi Moulet, 2008
- Oncocephalus subangulatus Villiers, 1961
- Oncocephalus subspinosus (Amyot & Serville, 1843)
- Oncocephalus sufflavus Villiers, 1952
- Oncocephalus taurus Miller, 1940
- Oncocephalus termezanus Kiritshenko, 1914
- Oncocephalus thoracatus Dispons, 1972
- Oncocephalus thoracicus Fieber, 1861
- Oncocephalus tibialis Reuter, 1882
- Oncocephalus trichocnemis Horváth, 1911
- Oncocephalus trochantericus Bergroth, 1914
- Oncocephalus validispinis Reuter, 1882
- Oncocephalus vaneyeni Schouteden, 1951
- Oncocephalus variabilis Maldonado, 1995
- Oncocephalus variegatus Reuter, 1882
- Oncocephalus vaulogeri Montandon, 1892
- Oncocephalus velutinus (Montandon, 1865)
- Oncocephalus ventralis Walker, 1873
- Oncocephalus vescerae Dispons, 1965
- Oncocephalus viator Miller, 1950
- Oncocephalus vicinalis Dispons, 1968
- Oncocephalus wangi (Ren, 1992)
- Oncocephalus wittei Schouteden, 1944
- Oncocephalus yashpali Livingstone & Ravichandran, 1989
- Oncocephalus zavattarii Mancini, 1939
- Oncocephalus zumpti Schouteden, 1943